# Sieciowy system operacyjny
Sieciowy system operacyjny (ang. network operating system) – rodzaj systemu operacyjnego (wykorzystującego niektóre protokoły internetowe, np. TCP/IP), pozwalającego na pracę w sieci komputerowej.
Mając komputer o dużej mocy obliczeniowej i dużej pamięci podręcznej, można utworzyć serwer jako komputer centralny. Daje to możliwość zarządzania siecią komputerową, tj. udostępnianie plików i drukarek, ustawianie domeny, blokowanie dostępu do niektórych źródeł plików, ograniczanie dostępu użytkownikom itd. Zarządzaniem serwerem zajmuje się administrator sieci informatycznej.
Przykładowe sieciowe systemy operacyjne:
- Microsoft Windows
- GNU/Linux
- Novell NetWare
- Unix